# Антуан Гізенга
Антуан Гізенга (фр. Antoine Gizenga; нар. 5 жовтня 1925 - 24 лютого 2019) — конголезький політик, прем'єр-міністр країни з грудня 2006 до жовтня 2008 року.

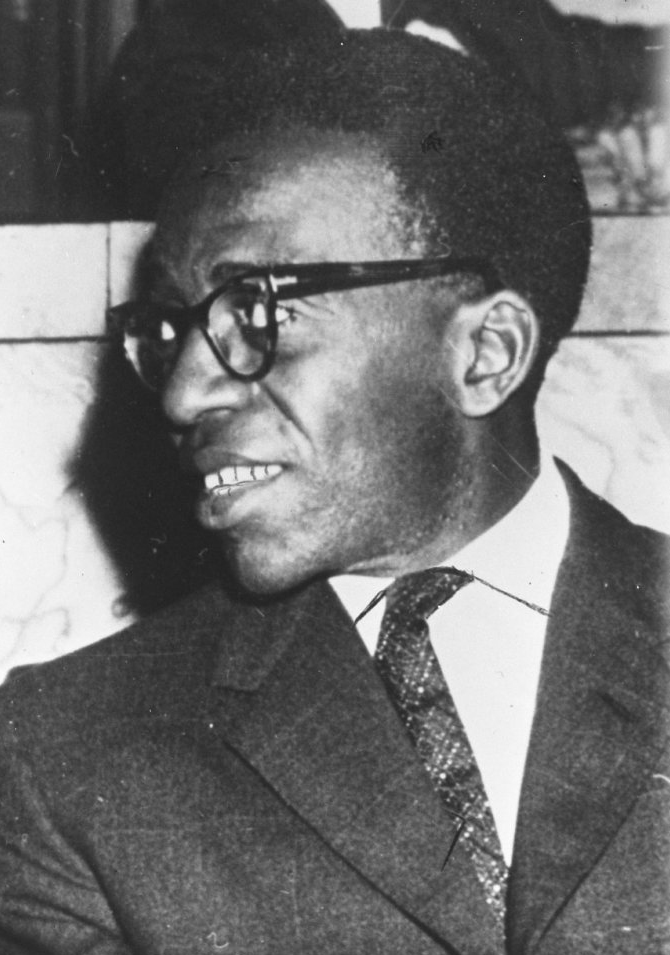
Гізенга, 1961

## Політична кар'єра
У 1960 та 1961—1962 роках обіймав посаду заступника прем'єр-міністра Республіки Конго. 13 грудня 1960 оголосив себе главою уряду у Стенлівілі, а 31 березня наступного року — главою держави. Уряд у Стенлівілі перебував в опозиції до офіційного уряду Жозефа Касавубу.
Був соратником Патріса Лумумби, першого прем'єр-міністра незалежної Республіки Конго, займав пост віце-прем'єра в його уряді. Після убивства Лумумби й низки його високопоставлених прибічників у січні 1961 року Гізенга очолив уряд Конго, що мав штаб-квартиру у Стенлівілі та був визнаний у лютому 1961 року 21 африканською, азійською та східноєвропейською країнами.
З січня 1962 до липня 1964 року та з жовтня 1964 до листопада 1965 року перебував в ув'язненні, а у 1965—1992 роках — у вигнанні. Після повернення на батьківщину знову почав відігравати помітну роль у політичному житті країни. На президентських виборах 2006 року був кандидатом від лівої Об'єднаної лумумбістської партії (PALU) та посів третє місце (після Жозефа Кабіли та Жана-П'єра Бемби), набравши 13,06 % голосів виборців.
Невдовзі після оголошення результатів першого туру виборів Гізенга підписав угоду з Кабілою, пообіцявши йому свою підтримку у другому турі в обмін на призначення представника його партії на відновлений відповідно до конституції 2005 року пост прем'єр-міністра країни.
30 грудня 2006 року новообраний президент Кабіла підписав декрет про призначення Гізенги головою уряду. За 45 років 81-річний політик знову зайняв другий за значенням пост у державі. Вийшов у відставку 25 вересня 2008 року.
Помер 24 лютого 2019 року у клініці міста Кіншаса.